# Seznam představitelů Nigérie

Vlajka nigerijského prezidenta
Poměr stran: 2:3

Toto je seznam představitelů nezávislé Nigérie od získání nezávislosti v roce 1960.

## Monarchie
Generální guvernéři:
| Obrázek | Jméno                      | Doba vlády                 | Panovník    |
| ------- | -------------------------- | -------------------------- | ----------- |
|         | sir James Wilson Robertson | 1. 10. 1960 – 16. 11. 1960 | Alžběta II. |
|         | Benjamin Nnamdi Azikiwe    | 16. 11. 1960 – 1. 10. 1963 | Alžběta II. |

## První republika
| Pořadí | Obrázek | Jméno                   | Doba vlády                          | Politická příslušnost             |
| ------ | ------- | ----------------------- | ----------------------------------- | --------------------------------- |
| 1.     |         | Benjamin Nnamdi Azikiwe | 1. 10. 1963 – 16. 1. 1966 (sesazen) | Národní koncil Nigérie a Kamerunu |

## Vojenská vláda (1966 – 1979)
| Pořadí | Obrázek | Jméno                                 | Doba vlády                             | Politická příslušnost |
| ------ | ------- | ------------------------------------- | -------------------------------------- | --------------------- |
| 2.     |         | Johnson Thomas Umurakwe Aguiyi-Ironsi | 16. 1. 1966 – 29. 7. 1966 (zavražděn)  | armáda                |
| 3.     |         | Yakubu Gowon                          | 1. 8. 1966 – 29. 7. 1975 (sesazen)     | armáda                |
| 4.     |         | Murtala Ramat Muhammad                | 29. 7. 1975 – 13. 2. 1976 (zavražděn)  | armáda                |
| 5.     |         | Olusegun Obasanjo                     | 14. 2. 1976 – 1. 10. 1979 (rezignoval) | armáda                |

## Druhá republika
| Pořadí | Obrázek | Jméno                | Doba vlády                           | Politická příslušnost  |
| ------ | ------- | -------------------- | ------------------------------------ | ---------------------- |
| 6.     |         | Alhaji Shehu Shagari | 1. 10. 1979 – 31. 12. 1983 (sesazen) | Národní strana Nigérie |

## Vojenská vláda (1983 – 1993)
| Pořadí | Obrázek | Jméno                      | Doba vlády                             | Politická příslušnost |
| ------ | ------- | -------------------------- | -------------------------------------- | --------------------- |
| 7.     |         | Muhammadu Buhari           | 31. 12. 1983 – 27. 8. 1985 (sesazen)   | armáda                |
| 8.     |         | Ibrahim Badamasi Babangida | 27. 8. 1985 – 26. 8. 1993 (rezignoval) | armáda                |

## Třetí republika
| Pořadí | Obrázek | Jméno                              | Doba vlády                 | Politická příslušnost |
| ------ | ------- | ---------------------------------- | -------------------------- | --------------------- |
| 9.     |         | Ernest Adegunle Oladeinde Shonekan | 26. 8. 1993 – 17. 11. 1993 | nezávislý             |

## Vojenská vláda (1993 – 1999)
| Pořadí | Obrázek | Jméno                | Doba vlády                            | Politická příslušnost |
| ------ | ------- | -------------------- | ------------------------------------- | --------------------- |
| 10.    |         | Sani Abacha          | 17. 11. 1993- 8. 6. 1998 †            | armáda                |
| 11.    |         | Abdulsalami Abubakar | 9. 6. 1998 – 29. 5. 1999 (rezignoval) | armáda                |

## Čtvrtá republika
| Pořadí | Obrázek | Jméno             | Doba vlády                | Politická příslušnost      |
| ------ | ------- | ----------------- | ------------------------- | -------------------------- |
| (5.)   |         | Olusegun Obasanjo | 29. 5. 1999 – 29. 5. 2007 | Lidová demokratická strana |
| 12.    |         | Umaru Yar'Adua    | 29. 5. 2007 – 5. 5. 2010† | Lidová demokratická strana |
| 13.    |         | Goodluck Jonathan | 5. 5. 2010 – 29. 5. 2015  | Lidová demokratická strana |
| (7.)   |         | Muhammadu Buhari  | 29. 5. 2015 – 29. 5. 2023 | Všepokrokový kongres       |
| 14.    |         | Bola Tinubu       | 29. 5. 2023 – zvolený     | Všepokrokový kongres       |